# Eolydus conspicuus
Eolydus conspicuus es una especie de coleóptero de la familia Meloidae.

## Distribución geográfica
Habita en Afganistán, Irán, Pakistán y  Turquestán.